# August Gissler
August Gissler (* 9. September 1857 in Remscheid; † 8. August 1935 in New York City) war ein deutscher Abenteurer und Schatzsucher, der von 1889 bis 1908 mit kurzen Unterbrechungen auf der Kokos-Insel lebte, wo er ab 1897 als Gouverneur eingesetzt war.

## Leben und Werk
Gissler war das dritte Kind eines Messerfabrikanten, dessen Ziel es war, dass seine Söhne die Firma weiterführen würden. Er ging jedoch mit etwa zwanzig Jahren als Matrose zur See. In Hawaii kaufte er eine kleine Zuckerrohrplantage. Sein Geschäftspartner Barthels zeigte ihm eine Schatzkarte einer Insel, auf der der vergrabene Kirchenschatz von Lima vermerkt war. Gissler fing Feuer und sein Ziel war es nun, die goldene Madonna und die Goldmünzen, die um 1820 von Kapitän William Thompson auf der Insel versteckt worden sein sollen, zu finden. Ab 1889 grub Gissler im Laufe der nächsten Jahre meterlange unterirdische Tunnelsysteme, die noch heute trotz zahlreicher Erdbeben betreten werden können. Gissler war sich seiner Sache sicher, da er zwei Karten aus zwei unterschiedlichen Quellen besaß, die denselben Ort als Versteck des Schatzes anzeigten. Parallel suchte Gissler aber auch nach dem Piratenschatz von Benito Bonito.
1897 ernannte ihn die Regierung Costa Ricas sogar zum ersten und einzigen Gouverneur der Kokos-Insel.
Die Gelder für diese Suche wurden hauptsächlich über Investoren bereitgestellt, die 3.000 Dollars in die hierfür eigens gegründete Cocos Plantation Company investierten. Einige Siedlerfamilien lebten deshalb zeitweise für den Anbau von Tabak gemeinsam mit Gissler auf der Insel. Gissler, der als offizieller Gouverneur der Insel vereidigt worden war, lebte aber schließlich wieder allein mit seiner Frau Clara auf der Insel, bis er sie 1908 verließ. Gissler blieb erfolglos; er fand in siebzehn Jahren auf der Kokos-Insel lediglich 33 Dublonen am Strand der Wafer Bay.
Clara Gissler starb bereits 1925 und August Gissler starb von Rheuma und Magenbeschwerden gezeichnet fünf Wochen vor seinem 78. Geburtstag am 8. August 1935 verarmt in New York und fand dort auch seine letzte Ruhestätte. Sein Testament besagte, dass die Kokos-Insel an seine Erben gehen würde, was die Regierung Costa Ricas jedoch bestritt, da sie Gissler die Insel nur zur Nutzung überlassen hatte.